# Rolf Martin Schmitz

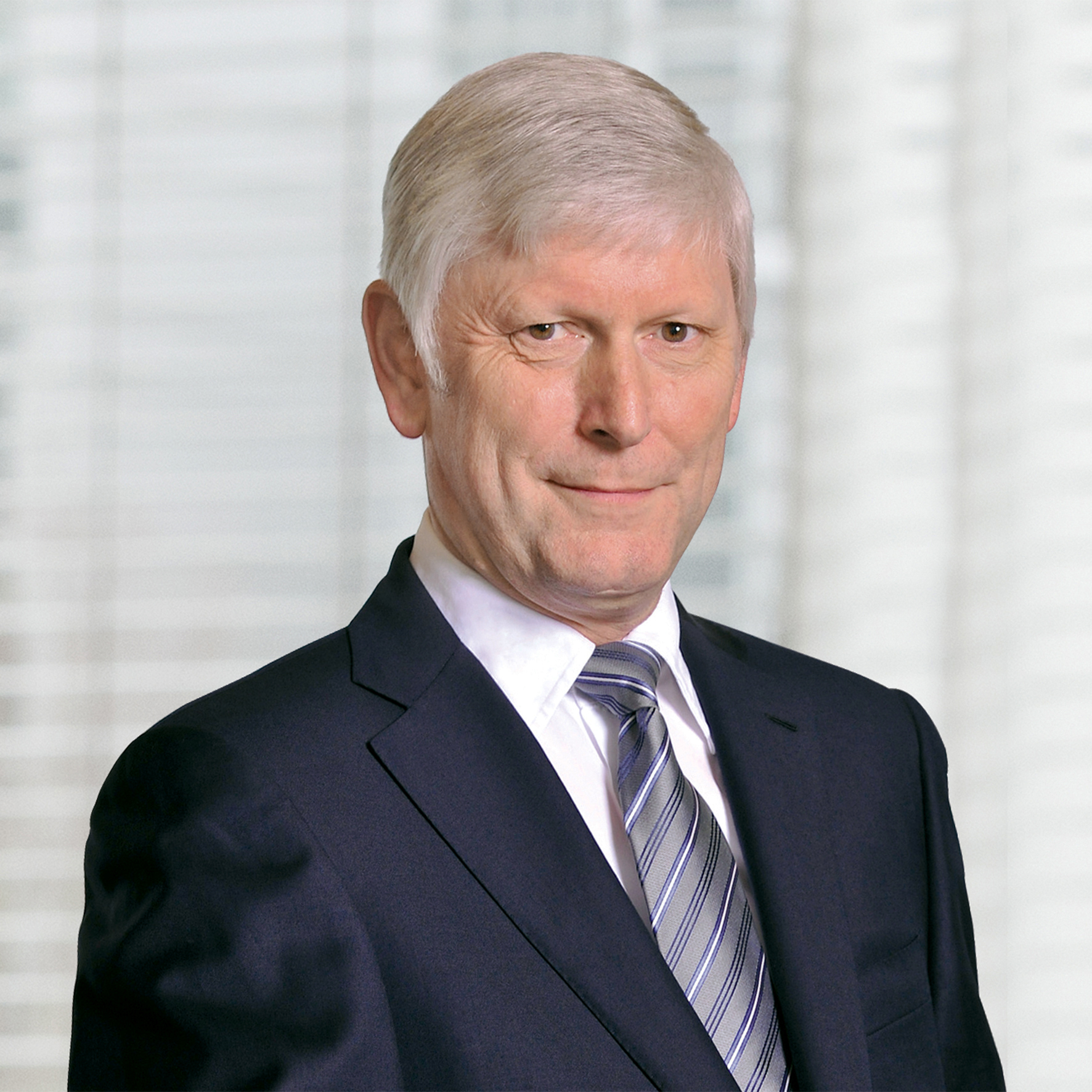
Rolf Martin Schmitz (2012)

Rolf Martin Schmitz (* 17. Juni 1957 in M.Gladbach) ist ein deutscher Manager, der von 2016 bis 2021 Vorstandsvorsitzender der RWE AG war.

## Werdegang
Schmitz studierte von 1976 bis 1981 Ingenieurwissenschaften an der RWTH Aachen, wo er 1985 promoviert wurde. Von 1986 bis 1988 arbeitete er als Planungs- und Projektingenieur Maschinentechnik bei der Steag AG in Essen. Anschließend war er bis 1998 für die VEBA AG in Düsseldorf tätig, zuletzt als stellvertretender Leiter Bereich Wirtschaftspolitik.
Er wirkte dann von 1998 bis 2001 als Vorstandsmitglied der Rhenag Rheinische Energie und war danach bis 2004 Vorstand der Thüga Beteiligungen AG in Köln sowie Vorstandsmitglied der Thüga AG in München. Als Vorsitzender der Geschäftsführung der E.ON Kraftwerke in Hannover war er von 2004 bis 2005 tätig, bevor er von 2006 bis 2009 den Vorstandsvorsitz der Kölner RheinEnergie übernahm.
Ab 2009 bekleidete er verschiedene Positionen bei der RWE AG in Essen. Zunächst war er bis 2010 Mitglied des Vorstandes/Chief Operating Officer National und danach bis 2012 Vorstand Operative Steuerung (COO). Im Jahr 2012 wurde Schmitz stellvertretender Vorstandsvorsitzender und war von Oktober 2016 bis April 2021 Vorstandsvorsitzender (CEO) der RWE AG. Im Januar 2020 kündigte er an, seinen 2021 auslaufenden Vertrag nicht mehr verlängern zu wollen. Auf der Hauptversammlung im April 2021 wurde der bisherige Finanzvorstand Markus Krebber zu seinem Nachfolger gewählt.
Seit 2010 ist Schmitz stellvertretender Vorsitzender des Aufsichtsrates der KELAG in Klagenfurt und seit 2019 Aufsichtsratsmitglied der E.ON SE. Seit 2023 leitet er den Aufsichtsrat des Solarparkbetreibers Encavis AG.

## Kritik
Schmitz erhielt im Dezember 2018 für die Rolle der RWE AG im Streit um die Rodung des Hambacher Forstes vom NABU den Negativpreis Dinosaurier des Jahres 2018.